# Új Ember (katolikus hetilap)
Az Új Ember 1945-ben alapított magyar katolikus hetilap.

## Leírása
A szerkesztők szerint hatezer templomba és háromezer egyházközségbe jut el. Ezenkívül egyéni előfizetési rendszerben és hírlapárusoknál is terjesztik. A lap a kereszténység számára fontos kérdéseket tárgyal, tudósít a hazai és a világegyház legfontosabb történéseiről. Közvetíti a pápa főbb nyilatkozatainak tartalmát.
Tizenhat oldalon jelenik meg.

## Története
A magyar katolikus hetilap először 1945. augusztus 9-én jelent meg. Az 1956-os forradalom után fél évre betiltották. 1957-től haláláig az újság belső munkatársa volt Pilinszky János. A lapnak évtizedeken keresztül szerzője volt többek közt Bálint Sándor, Fekete István és Rónay György.

## Külső hivatkozások
- Az Új Ember honlapja